# Irakli Kobachidze
Irakli Kobachidze (gruzínsky ირაკლი კობახიძე; * 25. září 1978, Tbilisi) je gruzínský politik. Od listopadu 2016 zastával pozici předsedy gruzínského parlamentu, po masových demonstracích v červnu 2019 však na svůj post rezignoval. Je ženatý, má dvě děti.
V roce 2000 dokončil studium práv na Státní univerzitě v Tbilisi a v roce 2002 získal doktorský titul na Ústavu státu a práva pod Gruzínskou národní akademií věd. Poté, co letech 2005 a 2006 získal magisterský a doktorský titul za studium práv na Univerzitě Heinricha Heineho v Düsseldorfu, vyučoval Kobachidze na několika gruzínských univerzitách a od roku 2011 pracoval také jako projektový manažer Rozvojového programu OSN.
V lednu 2015 vstoupil do vládnoucí strany Gruzínský sen a stal je jejím výkonným tajemníkem, po vítězství strany v parlamentních volbách v roce 2016 byl 18. listopadu zvolen předsedou gruzínského parlamentu. Kvůli nepokojům v červnu 2019 však na svou pozici 21. června rezignoval. Ty vypukly poté, co si Sergej Gavrilov, poslanec ruské Státní dumy, sedl v rámci schůze meziparlamentní unie pravoslavných států na Kobachidzovo místo předsedy a přednesl projev v ruštině. Tisíce lidí se snažily dostat do budovy parlamentu, požadovaly demisi Kobachidzeho, šéfa tajné služby Vachtanga Gomelauriho a ministra vnitra Giorgiho Gacharii. Pozice předsedy parlamentu byla obsazena Tamar Čugošviliovou,[zdroj?] která do té doby pod Kobachidzem zastávala post místopředsedkyně parlamentu.